# Milo Yiannopoulos

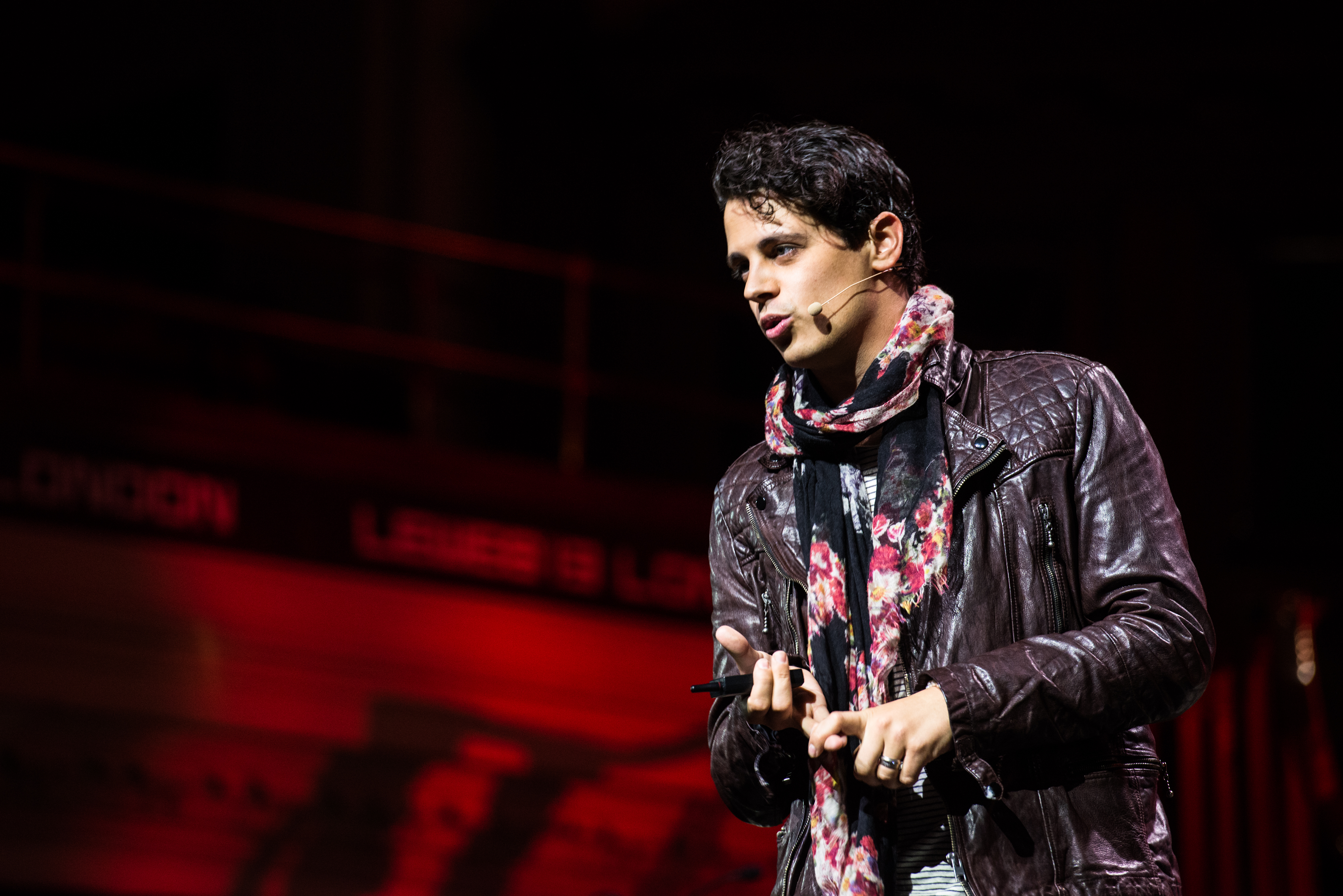
Yiannopoulos în 2014

Milo Yiannopoulos (n. 18 octombrie 1984, anterior cunoscut și sub pseudonimul Milo Andreas Wagner) este un jurnalist, antreprenor, vorbitor public britanic, și fost redactor al Breitbart News, site de știri conservator cu sediul în Statele Unite. 
Yiannopoulos a crescut în notabilitate în anul 2014, an în care a început să ofere o acoperire mass-media și să facă comentarii cu privire la controversa Gamergate⁠(en)[traduceți]. Caracterizându-se drept un „libertarian cultural” și „fundamentalist al libertății de exprimare”, el este un critic vocal al feminismului, Islamului, a așa-zișilor „Luptători ai justiției sociale⁠(en)[traduceți]”, corectitudinii politice, precum și altor mișcări și ideologii pretinse de el a fi autoritare sau care aparțin stângii regresive. Yiannopoulos a fost numit ca fiind un purtător de cuvânt al mișcării de dreapta Alt-right. Fapt negat de către Milo.  În iulie 2016 el a fost blocat definitiv pe Twitter.
Yiannopoulos este de asemenea un YouTuber popular, canalul său cu un conținut preponderent de dreapta și conservator, având peste 630 de mii de abonați (în august 2017).

## Biografie
Yiannopoulos a fondat Kernel, un tabloid on-line despre tehnologie, pe care l-a vândut celor de la Daily Dot Media în 2014. 

## Cărți
La 4 iulie 2017, Yiannopoulos a lansat „controversata” sa carte – Dangerous („Periculos”), care la scurt timp a devenit best-seller în secțiunea „Politic” pe Amazon.

## Vezi și
- Stefan Molyneux
- Paul Joseph Watson
- Steven Crowder
- Gavin McInnes
- Mark Dice

## Legături externe
- Site web
- Milo Yiannopoulos pe YouTube
- Milo Yiannopoulos pe Facebook
- Milo Yiannopoulos la Internet Movie Database